# Henry Van de Velde
Pour les articles homonymes, voir Van de Velde.
Henry  Van de Velde est un peintre, architecte, décorateur d'intérieur et enseignant belge, né le 3 avril 1863 à Anvers (Belgique) et mort le 15 octobre 1957 à Oberägeri (Suisse).
Dès la fin du XIXe siècle, il est avec Victor Horta et Paul Hankar l'un des fondateurs de l'Art nouveau en Belgique et, plus généralement, est considéré comme l'un des acteurs majeurs du mouvement moderniste belge. Dans les premières années du XXe siècle, il joue un rôle déterminant dans le domaine de l'architecture et des arts décoratifs, en Allemagne essentiellement. Van de Velde était un lecteur assidu de Viollet le Duc et son œuvre était profondément marquée par les idées et la vision générale du maître. 

## Biographie

### Origines et formation
Né à Anvers, Henry Van de Velde est le sixième des huit enfants d'une famille dont le père est pharmacien. Celui-ci, Charles Van de Velde, originaire de Bruxelles, organise des rencontres autour de compositeurs venus du monde entier. Henry fait ses humanités à Anvers ; au cours de l'année scolaire 1879-1879, il est le condisciple de Max Elskamp, futur poète, avec qui il restera ami.
Henry entre à l'Académie des beaux-arts d'Anvers en 1880 et y reste jusqu'en 1882 ; il devient également l'élève du peintre Charles Verlat dans son atelier privé. En 1883, il est très marqué par une exposition de peintres impressionnistes qui se tient à Anvers ; il veut partir pour Paris et y finir ses études. Il y rencontre le groupe formé autour de la Société des artistes indépendants qui venait d'être créé par Paul Signac et Georges Seurat ; là, Augustin Feyen-Perrin lui conseille de poursuivre ses études avec Carolus-Duran qui l'accepte comme élève pour l'année 1884-1885.

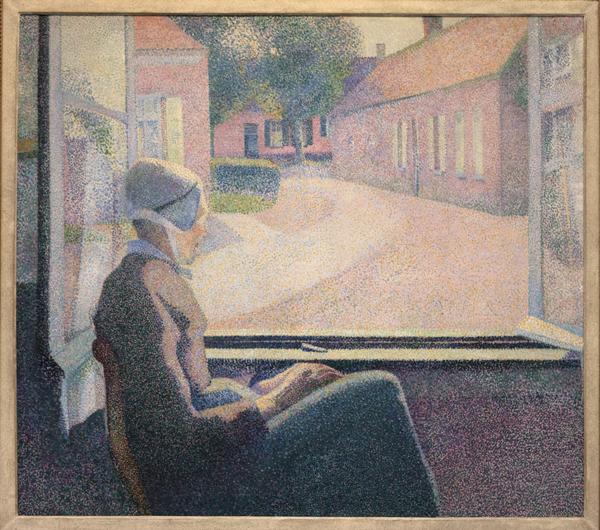
Femme à la fenêtre, 1889
Musée des Beaux-Arts d'Anvers

Henry commence à peindre, il se montre très influencé par les post-impressionnistes et les travaux des pointillistes. Après avoir vu Un Dimanche à la Grande Jatte de Seurat, il souhaite expérimenter cette technique. 

### Premières recherches

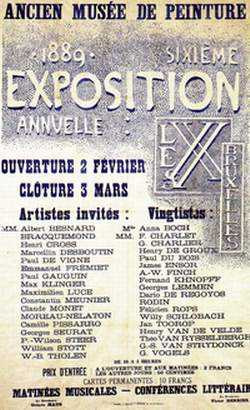
Affiche de la 6e exposition des XX (Bruxelles, 1889)

Il revient en Belgique fin 1884 et s'isole pour peindre pendant près de trois ans. Il a trouvé refuge dans une petite auberge à Wechelderzande, près d'Anvers. Il y croise d'autres artistes qui vivent là, formant une sorte de colonie. On trouve Adrien-Joseph Heymans, Florent Crabeels et Jacques Rosseels. En plus de peindre, Henry dévore les ouvrages d'Émile Zola et de Friedrich Nietzsche. Au cours de l'été 1887, sa mère, qui souffrait déjà d'un cancer, lui rend visite et son fils s'occupe d'elle, et s'en sert comme modèle pour ses tableaux. Durant l'hiver 1887-1888, ils reviennent ensemble à Anvers.
Ce séjour n'est pas resté sans initiatives de sa part. À peine revenu à Anvers, il fonde avec Max Elskamp, Georges Serigier, George Morren et l'avocat Charles Dumercy, l'Association pour l'art indépendant qui restera active pendant trois ans.
Fin 1888, Henry part pour Bruxelles et rejoint le Groupe des XX fondé par Octave Maus, participant à leur 6e exposition (février-mars 1889). Devenu « vingtiste », il coorganise une grande exposition autour de Vincent Van Gogh, dont l'art le marque profondément.
Il devient très proche de Théo van Rysselberghe et du sculpteur Constantin Meunier, qui gravitent également autour des XX. Durant l'hiver, il avait participé aux rencontres organisées par le poète Edmond Picard.
Henry se cherche encore, et, gagné par la neurasthénie, il passe l'été 1889 avec son frère à la Villa Blankenbergher où il rencontre Charles van Lerberghe, avec qui il se lie d'amitié, Émile Vandervelde et l'avocat Max Hallet.
En 1890, il écrit dans son journal : « Il n'y aura pas de place dans la société du futur pour quoi que ce soit qui ne soit pas utile à tout le monde. »

### Adieu à la peinture

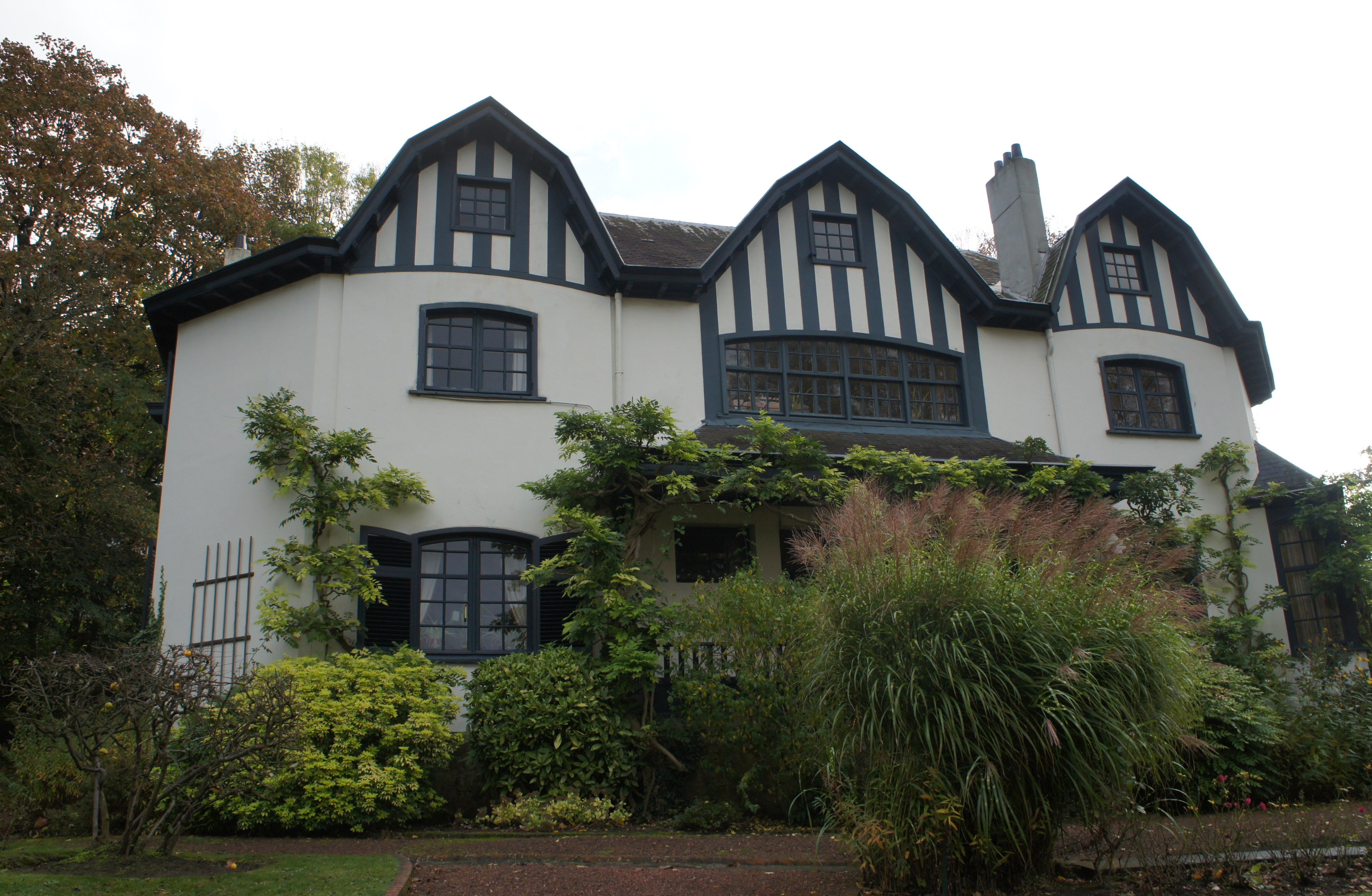
La villa Le Bloemenwerf à Uccle (1895).

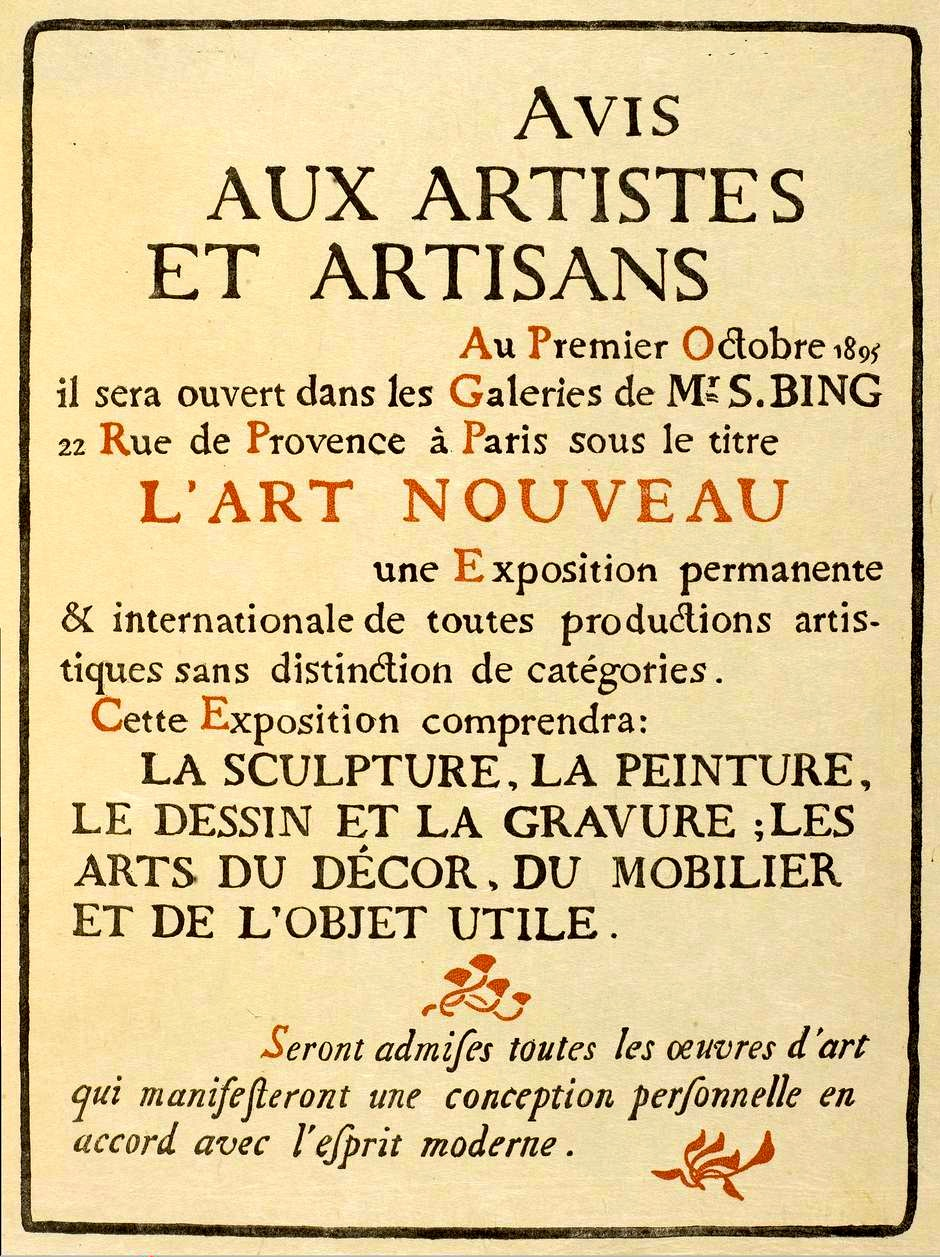
L'Art nouveau, affiche pour les galeries de Siegfried Bing (Paris, 1895).

Il vit ensuite chez sa sœur et son beau-frère à Kalmthout, dans une maison appelée Vogelenzang. Au début des années 1890, il commence à collaborer au magazine Innen-Dekoration fondé par Alexander Koch, témoignant ainsi de son intérêt pour la décoration intérieure et l'artisanat d'art. Il participe également à la fondation de la revue littéraire Van Nu en Straks grâce à August Vermeylen.
Il va délaisser totalement la peinture. Il se tourne vers l'art de la broderie. De la mi-octobre 1892 au printemps 1893, Van de Velde vit auprès de sa tante, une brodeuse expérimentée, à Knokke-Heist, pour apprendre tous les secrets de cette technique. Le résultat est une tapisserie, intitulée Engelswache, montrant une assemblée de femmes penchées sur leurs travaux de couture en des tons proches de ceux de Paul Gauguin. Il s'intéresse aussi à l'argenterie, l'orfèvrerie, la porcelaine et la coutellerie, au stylisme, bref, à l'ensemble des arts décoratifs. En avril, Maria et Théo van Rysselberghe lui rendent visite. Ils sont accompagnés d'Émile Verhaeren, Alfred William Finch et Maria Sèthe.

Maria Sèthe à l'harmonium, 1891
Théo Van Rysselberghe
Musée royal des Beaux-Arts d'Anvers

Sa rencontre avec Maria Sèthe est déterminante. Il l'épouse en mai 1894, elle contribue grandement à la nouvelle inclinaison de son art. Ils collaborent à un certain nombre de projets ensemble, y compris la conception de papiers peints et de vêtements féminins. Henry dessine les plans de leur maison, située à Uccle : baptisée Le Bloemenwerf, elle devient la première expérience architecturale de Van de Velde, inspiré par le mouvement britannique Arts & Crafts, en particulier pour la façade qui rappelle un peu la Red House conçue par William Morris. Entourant la maison, un jardin paysagé, conçu par Maria Sèthe,.
Printemps 1895, il fait la connaissance de Julius Meier-Graefe, l'âme critique du magazine d'art Pan auquel il va collaborer. Par Meier-Graefe, il entre en contact avec Siegfried Bing à Paris qui lui commande pour son magasin, la Maison de l'Art nouveau, une série d'objets et surtout tout un ensemble décoratif destiné à quatre nouveaux espaces de vente, une salle à manger, un cabinet en bois de citronnier, un fumoir en bois venu du Congo, et une pièce en forme de rotonde avec meubles incorporés et garnitures coordonnées.

### L'Allemagne de la consécration

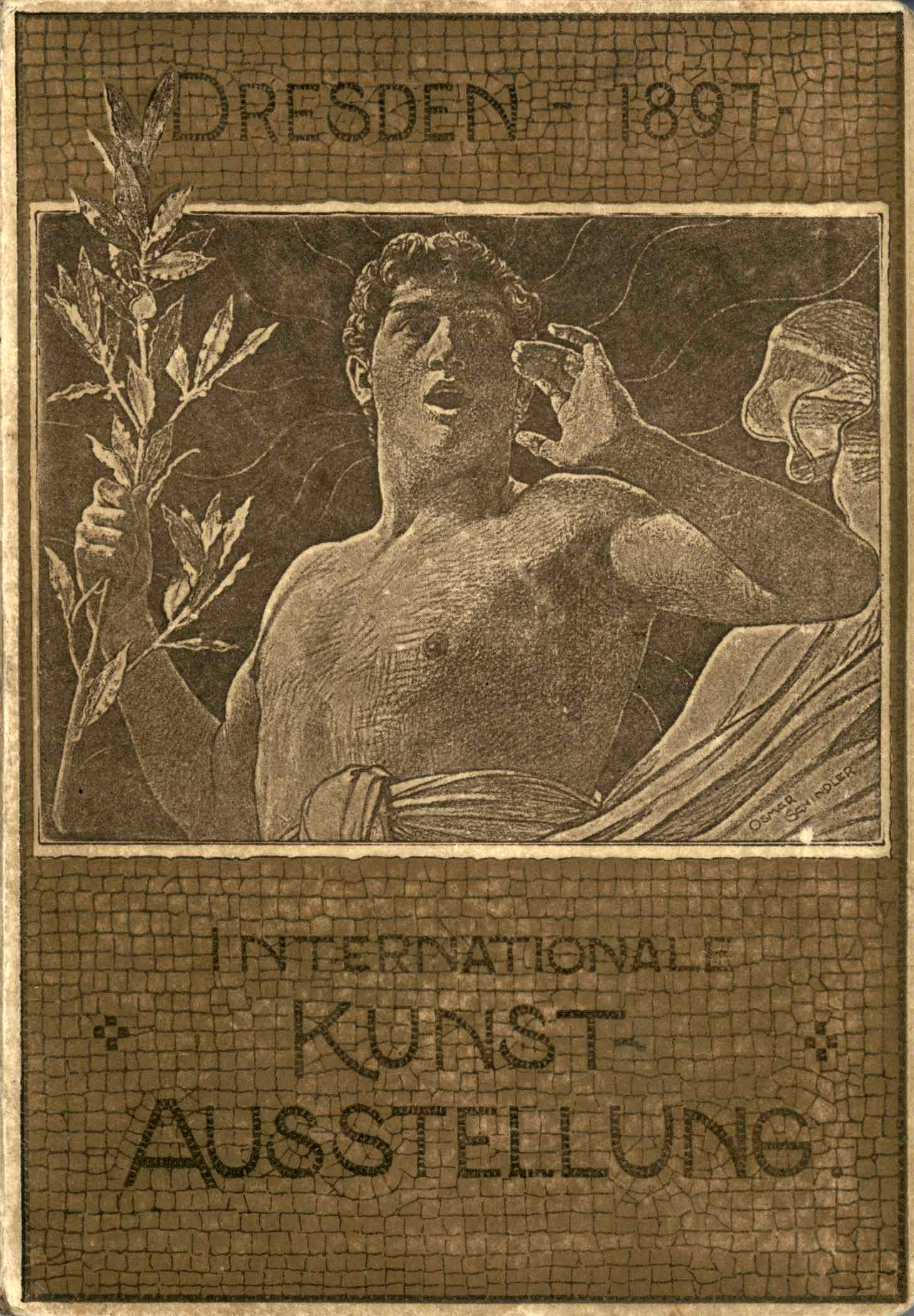
Affiche de l'Exposition internationale d'art, Dresde, 1897 (design : Alwin Arnold).

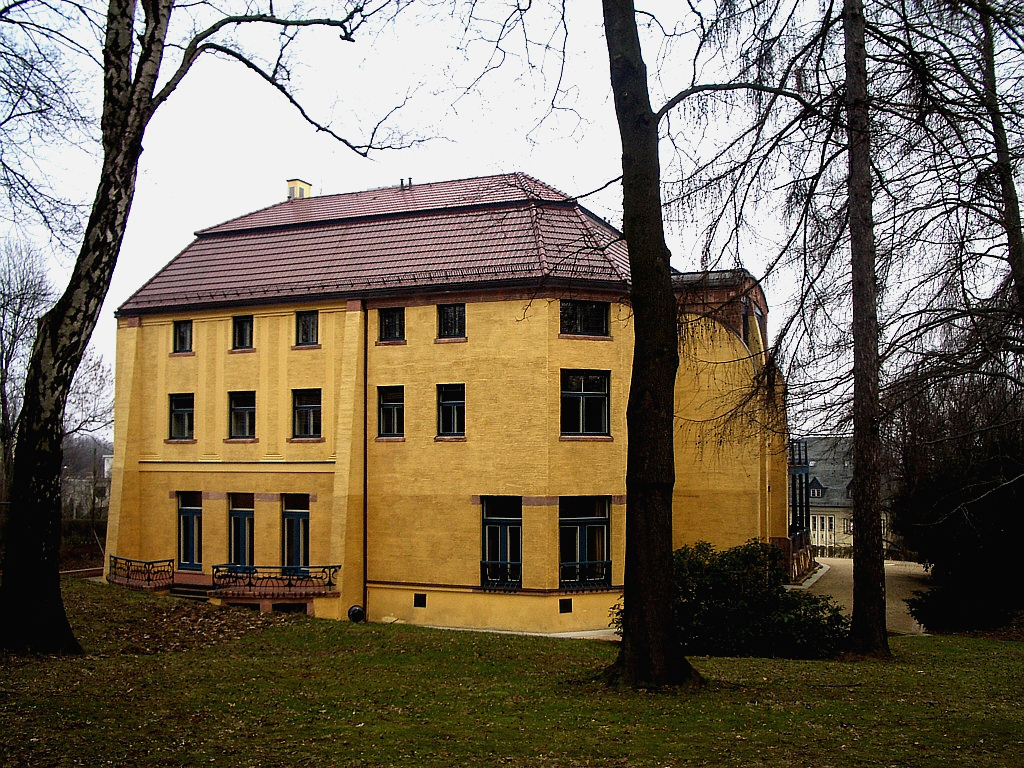
La Villa Esche à Chemnitz.

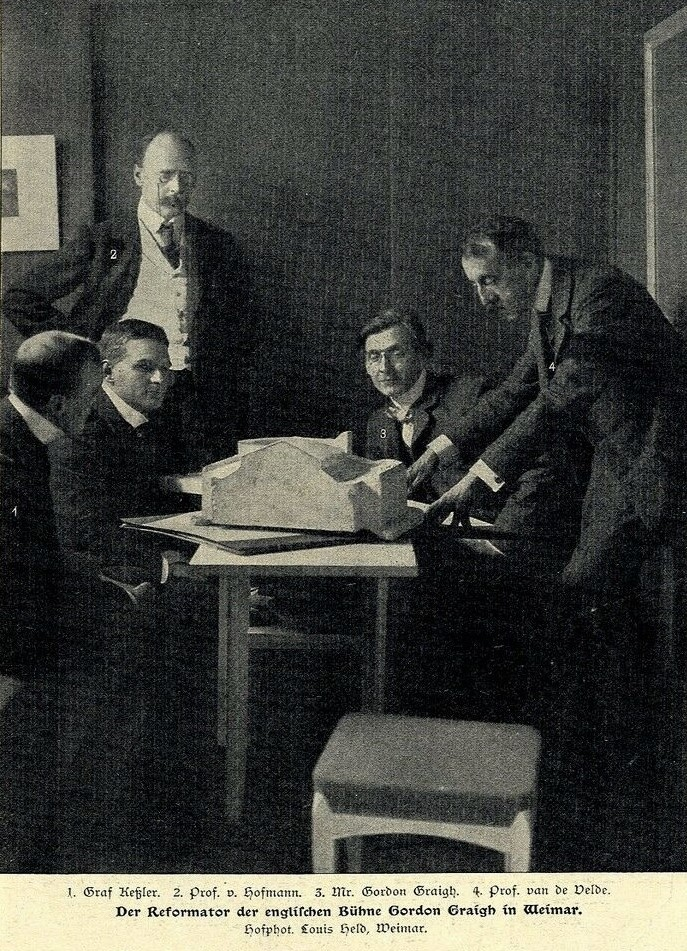
Harry Kessler (1), Ludwig von Hofmann (2), Edward Gordon Craig (3) et Henry van de Velde (4), penchés sur les plans de l'Institut des arts décoratifs et industriels de Weimar (photo de Louis Held, 1904).

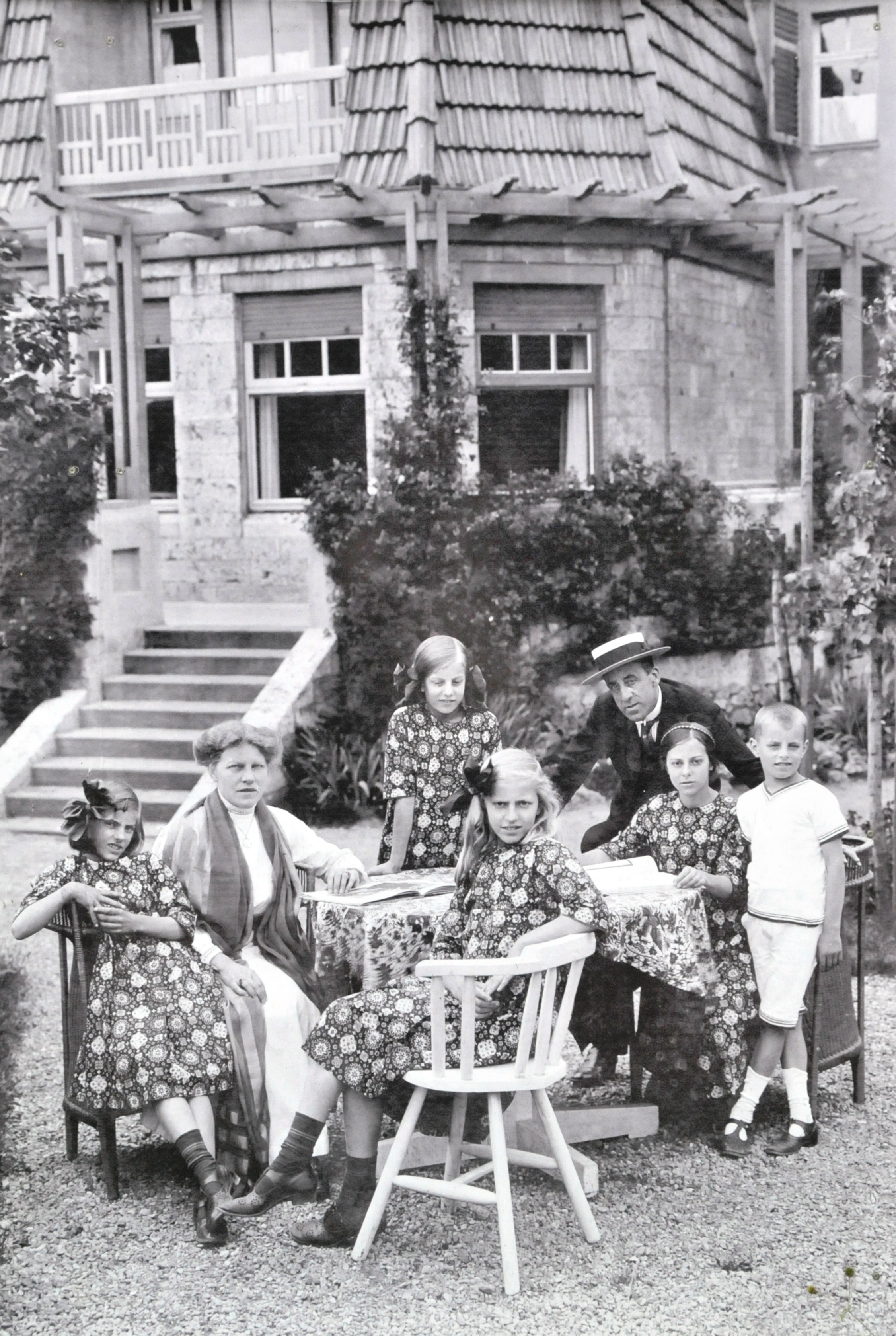
La famille Van de Velde à Weimar devant la Haus Hohe Pappeln (1912).

Quelques semaines après l'inauguration de l'exposition Bing à Paris qui provoque une vive émotion, une délégation venue de Dresde, dirigée par le directeur général des musées de cette ville, le conseiller Woldemar von Seidlitz, visite la galerie. Seidlitz propose de démonter les quatre salles conçues et créées pour Bing par Van de Velde et de les réinstaller à Dresde dans le cadre de l'Exposition internationale d'art de 1897 ; de plus, Van de Velde doit créer pour l'occasion une « salle de détente » pour les visiteurs. Également convié, Constantin Meunier se voit offrir deux grandes salles pour une rétrospective de son œuvre. Les deux amis arrivent à Dresde avec leurs familles et sont logés à l'hôtel Bellvue. Après l'exposition, qui dura trois semaines, Van de Velde n'est plus un inconnu en Allemagne. Au moment de s'en retourner en Belgique, Van de Velde rend visite au peintre Curt Herrmann (en), originaire de Berlin, qui va devenir l'un de ses premiers clients.
En effet, de retour au pays, Van de Velde ouvre à Ixelles son premier studio de création, qu'il fonde en tant que société anonyme, grâce à un premier investisseur, Eberhard von Bodenhausen, un proche d'Herrmann. Dès lors, il se lance dans la production entre autres de meubles, de luminaires, de bijoux, de reliures. Il se met en relation avec les différents « showrooms » de Paris, Berlin et La Haye, cette visibilité lui permettant de recueillir des commandes. Parmi ses clients, des Belges, intellectuels et amateurs d'art qui se montrent séduits par ce nouveau mouvement artistique. Du côté allemand, se manifeste le jeune Herbert Eugen Esche (1874-1962), issu d'une famille bien connue d'industriels du textile de Chemnitz. En 1902, Esche lui passera commande d'une maison et de la décoration intérieure, la villa Esche.
Une autre rencontre déterminante est celle de Harry Kessler. Le baron et mécène lui fait d'abord meubler son appartement berlinois sur la Köthener Strasse ; plus tard, Van de Velde s'occupe de la décoration intérieure de sa maison à Weimar, sur la Cranachstrasse. Grâce à Kessler, il est invité à donner une série de conférences sur l'Art nouveau à Berlin, dans les salons de Cornelia Richter. De son côté, le baron participe aux « ateliers d'arts appliqués » organisés par Van de Velde dans la capitale allemande.
En 1901, Van de Velde accepte, sur l'invitation de Kessler, de déménager à Berlin. Il rencontre Elisabeth Förster-Nietzsche qui lui demande de transformer la villa Silberblick à Weimar, dans le but de mettre en valeur les archives de Nietzsche. À cette fin, il développe le concept de « transcription ornementale » ou art programmatique appliqué à l'architecture, à l'ameublement et à la maquette des livres,.
Outre la villa Esche, d'autres commandes architecturales pour des particuliers arrivent, comme la Villa De Zeemeeuw pour le docteur Leuring, à Schéveningue, aux Pays-Bas (1901-1902), et celles passées par Karl Ernst Osthaus, l'un des plus importants collectionneurs d'art et mécènes allemands de son temps. Ce dernier lui soumet un projet de musée des beaux-arts destiné à la région industrielle de la Ruhr, qui n'en dispose pas. Van de Velde en conçoit la décoration mais aussi la circulation intérieures, et le conseille aussi sur la constitution du fonds ; alors qu'Osthaus collectionnait des peintures allemandes plutôt académiques de la première moitié du XIXe siècle, Van de Velde lui fait découvrir les modernes belges et français. Ainsi est né à Hagen le projet du musée Folkwang (1902). Pour Osthaus, il conçoit également à Hagen une maison particulière en 1907.
Par Kesler et Förster-Nietzsche, Van de Velde rencontre le grand-duc Guillaume-Ernest de Saxe-Weimar-Eisenach qui le charge d'une mission culturelle importante, mettre en valeur les productions culturelles de la région. Van de Velde décide alors de résider avec sa famille à Weimar. Il choisit la Cranachstrasse, en voisin de Kessler et de Förster-Nietzsche. Avec Maria Sèthe, il aménage sa résidence avec les quelques meubles qu'il fait venir de la maison Bloemenwerf d'Uccle. C'est son ami l'illustrateur suédois Hugo Westberg qui assure le déménagement entre Berlin et Weimar. Mais l'appartement de location devient rapidement trop petit pour la famille Van de Velde qui compte déjà sept personnes : en 1906, il dessine les plans de sa propre maison, au 58 Belvederer Allee, la Haus Hohe Pappeln.
Le 15 octobre 1902, il ouvre à Weimar le premier cycle de Kunstgewerbliche Seminar (séminaire de formation aux arts appliqués).
En 1907, il devient le cofondateur du Deutscher Werkbund à Munich. En 1914, il s'opposera à Hermann Muthesius sur les conceptions architecturales, lors d'un débat qui fera date, le premier ayant une vision plus individualiste que le second, qui en appelle à une standardisation des concepts liés à l'habitat,.
En avril 1908, est inaugurée l'Institut des arts décoratifs et industriels de Weimar (de), financée par le grand-duc. Jusqu'à sa fermeture en 1915 en raison de la guerre, Van de Velde en est le directeur. Cette école deviendra le noyau dur du futur Staatliches Bauhaus en 1919.
Avec Anna Muthesius et Paul Schultze-Naumburg, il conçoit une ligne de vêtements féminins d'inspiration artistique qui s'inscrit dans le mouvement de réforme vestimentaire. En 1902, une « salle Van de Velde » est inaugurée au sein de l'exposition industrielle et commerciale de Düsseldorf (Industrie- und Gewerbeausstellung Düsseldorf). De 1908 à 1909, il repense intégralement l'intérieur du Schloss Lauterbach (Neukirchen/Pleiße) dans un style Art nouveau. Mis à part l'école, les contrats de construction promis par le Grand-Duc ne se sont pas concrétisés. Des projets comme le monument dédié à Nietzsche, un théâtre d'été pour l'actrice berlinoise Louise Dumont et un restaurant, sont annulés. En revanche, Van de Velde travaille avec succès comme architecte pour d'autres clients privés.
Appelé sur le front, Harry Kessler demande à Van de Velde de gérer en son absence la Cranach Press, ce qu'il fait d'août 1914 à 1916.
Les ennuis commencent pour lui et sa famille à la fin de l'année 1916 : soumis à de multiples pressions, il est expulsé d'Allemagne en tant qu'étranger, citoyen d'un pays opposé à l'Allemagne (laquelle avait envahi la Belgique, pays neutre). Sommé de se présenter trois fois par jour à la police, disposant pourtant d'un passeport allemand, Van de Velde quitte Weimar en 1917 pour se réfugier en Suisse, tout en restant en bons termes avec le gouvernement saxon.

### La Suisse
La Belgique étant occupée, le passage en Suisse ne va pas sans problème. Durant l'été 1918, Van de Velde parvient à acheter l'ancien hôtel Schloss d'Uttwil, où sa famille le rejoint en novembre 1918. Ses enfants entrent au lycée public de Dozwil. Des problèmes financiers se font jour. En tant que citoyen belge, ses avoirs dans les banques allemandes sont bloqués, même après l'armistice, par la jeune République de Weimar, de sorte qu'il se retrouve privé de moyens de subsistance. Il retrouve malgré tout dans cette ville quelques amis déracinés comme lui, dont René Schickele, ou encore Ernst Ludwig Kirchner ; durant l'automne 1917, Van de Velde le fait hospitaliser au sanatorium Bellevue situé à Kreuzlingen,.

### Retour au pays
De 1920 à 1926, il travaille sur un projet de musée privé à Otterlo aux Pays-Bas en tant qu'architecte du couple Kröller-Müller, mais ce bâtiment ne fut achevé qu'en 1938. En 1925, il obtient une chaire d'architecture à l'université de Gand et devient un an plus tard directeur de l'Institut supérieur des arts décoratifs (ISAD) nouvellement fondé à Bruxelles. Le redémarrage de sa carrière en Belgique n'a pas été facile. L'Art nouveau était passé de mode et le modernisme était encore balbutiant. De plus, Van de Velde a été attaqué en tant que germanophile pendant les années qui ont suivi la Première Guerre mondiale.
À l'ISAD, plus connu sous le nom de La Cambre, il assume la direction jusqu'en 1936. Lui succéderont notamment le poète et dramaturge Herman Teirlinck (1936-1950), l’architecte Léon Stynen (1950-1964) et l’historien de l’art Robert-Louis Delevoy (1965-1979). Ce dernier résume ainsi l'apport caractéristique de cet établissement qui doit beaucoup à son fondateur : « Au-delà des disciplines, au-delà des noms, au-delà de l’esprit du temps — car La Cambre aura été, dès l’origine, le reflet des grands courants de pensée et de création de son temps — c’est une attitude, un mode de fonctionnement qui caractérisent l’école : le grand brassage, le grand remue-ménage, les passages sous niveau et la vigueur des idéologies, la rigueur de la pensée, l’exigence de cohérence, la dimension du rêve et… tous les avatars de l’imaginaire. »
Van de Velde prend sa retraite en 1936, mais participe encore à deux expositions internationales, l'Exposition universelle de 1937 à Paris et l'Exposition universelle de 1939 à New York. Cette année-là, Van de Velde est nommé à la Commission royale belge des monuments et des paysages. Durant l'occupation allemande, en raison de son travail en tant que conseiller et consultant pour la reconstruction sous l'administration militaire allemande, l'homme de 83 ans a de nouveau été perçu en Belgique, après la Seconde Guerre mondiale, comme un ennemi. Accusé de collaboration en 1945, il doit se soumettre alors à une procédure d'examen, laquelle fut rapidement abandonnée.

### Fin de vie
Invités par Maja Sacher-Hoffmann, de la famille des laboratoires fondés par Fritz Hoffmann-La Roche, Van de Velde et sa fille aînée Nele van de Velde s'installent en Suisse à partir de l'automne 1947. Les premières années, ils vivent dans la maison de la pédopsychiatre Marie Meierhofer située à Oberägeri. L'architecte Alfred Roth leur construit ensuite un simple bungalow en bois, à proximité, dans lequel ils emménagent au printemps 1957,.
Henry van de Velde meurt le 25 octobre 1957 à Oberägeri (près de Zurich).
Pour le journaliste Jean-Pierre Stroobants, « Adversaire de l'ornement excessif, Van de Velde ne fut pas le plus aimé des créateurs de son époque. L'œuvre qu'il a laissée indique combien l'histoire fut injuste avec lui ».

## Œuvre

### Architecture

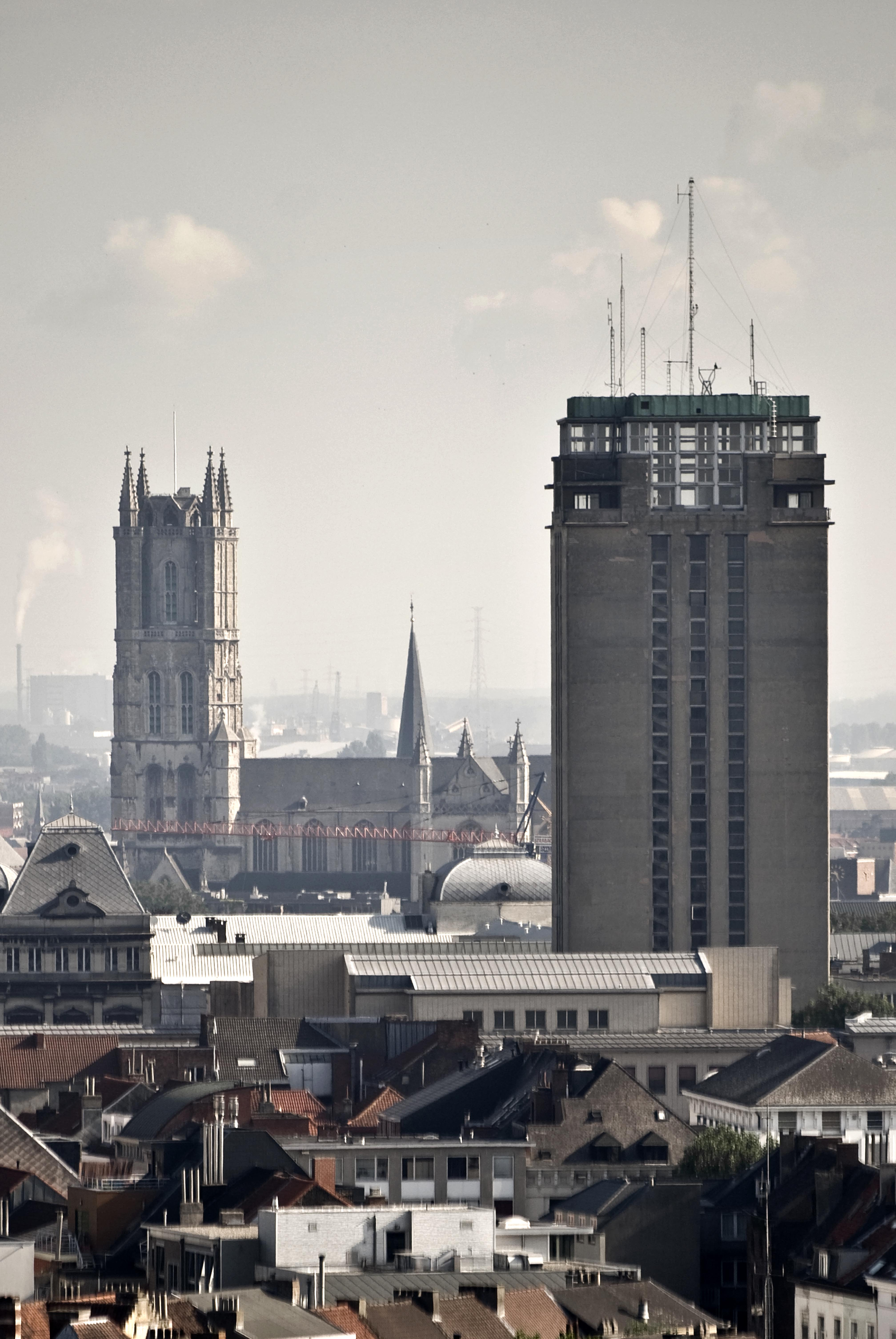
La Tour des livres (1932-1936) à Gand, considérée comme le chef-d'œuvre moderniste de Van de Velde.

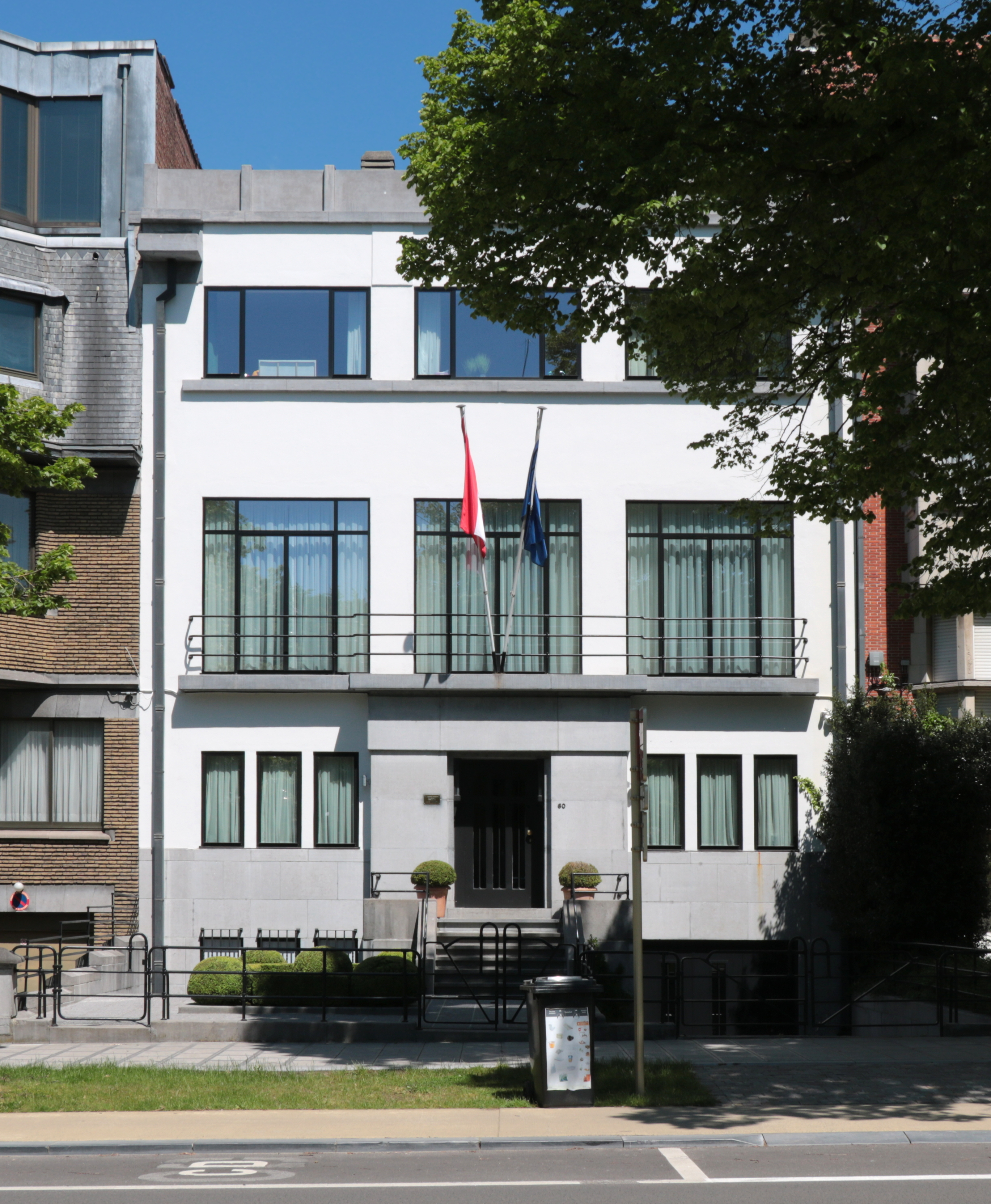
Maison Cohen à Bruxelles (1928-1929).

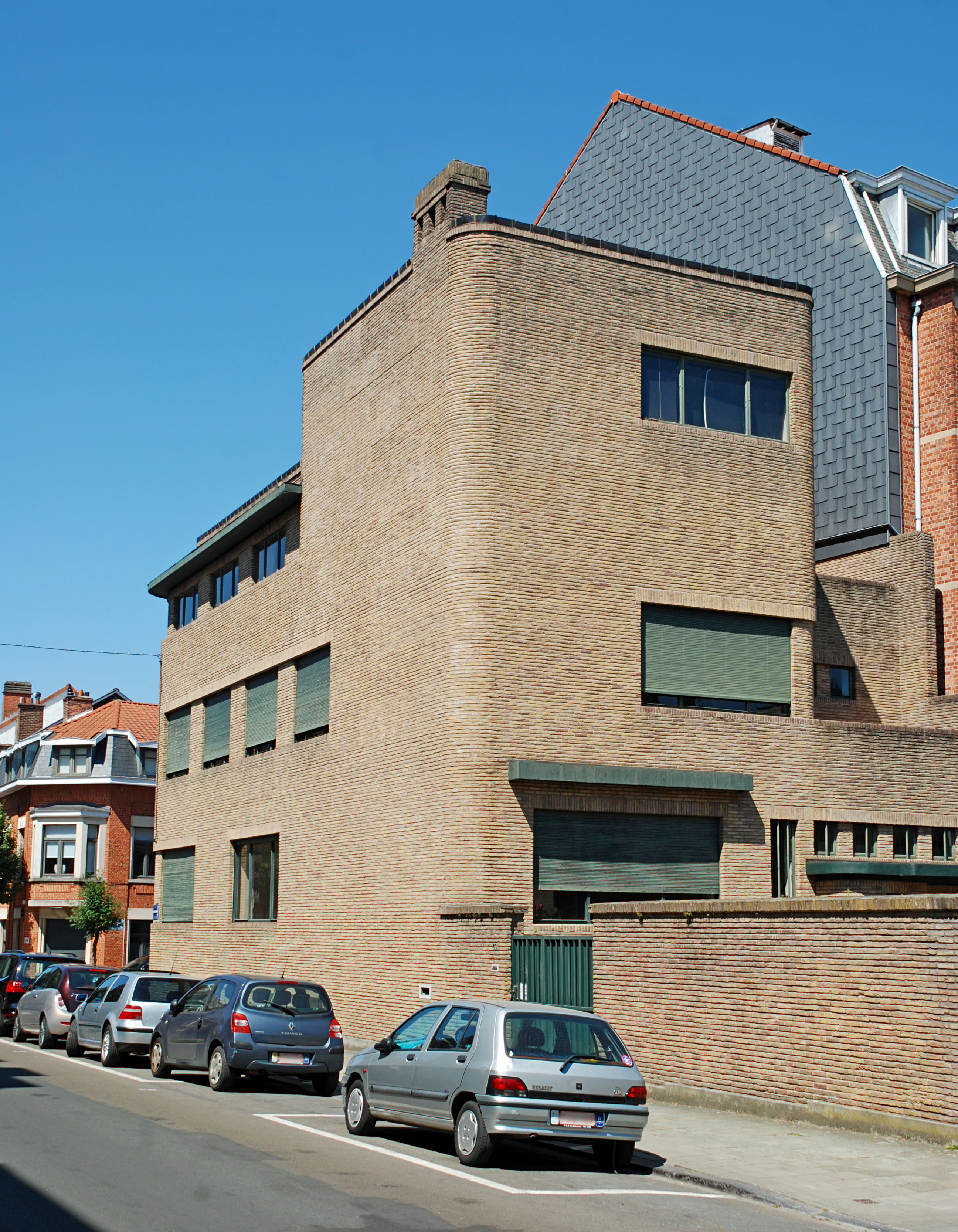
Maison Wolfers à Ixelles (1929).

- 1895 : villa le Bloemenwerf (maison de l'architecte), avenue Vanderaey, à Uccle (Bruxelles).
- 1898 : monument Frédéric de Merode, place des Martyrs à Bruxelles
- 1899 : aménagements intérieurs du magasin de la compagnie de tabac Havana, à Berlin.
- 1900-1902 : aménagements intérieurs du Folkwang Musée, à Hagen, le bâtiment abrite aujourd'hui le musée Osthaus ; après la vente de la collection (et de son nom) en 1922, elle se trouve aujourd'hui au musée Folkwang à Essen.
- 1901 : aménagements intérieurs du salon de coiffure de François Haby, à Berlin (aujourd'hui au musée de la Marche de Brandebourg, Berlin).
- 1902-1903, 1911 (extension) : villa Esche[27], à Chemnitz.
- 1903 :
  - Nietzsche-Archiv, à Weimar ;
  - Villa De Zeemeeuw (maison du Dr Leuring), à Schéveningue.
- 1903-1905 : Sanatorium de Trzebiechów.
- 1904-1908 : Großherzoglich-Sächsische Kunstgewerbeschule Weimar, Kunstgewerbe (futur Bauhaus), à Weimar.
- 1906-1908 : club de tennis de Chemnitz (démoli après la Seconde Guerre mondiale).
- 1907-1908 :
  - Maison Hohenhof, pour le banquier Karl Ernst Osthaus, à Hagen ;
  - « Haus Hohe Pappeln », résidence privée de Henry Van de Velde, à Weimar.
- 1913-1914 :
  - Villa Schulenburg (pour Paul Schulenburg, industriel du textile), à Gera ;
  - Théâtre du Werkbund, à Cologne (démoli en 1920) ;
  - Théâtre des Champs-Élysées à Paris, avec Henry Fivaz et Roger Bouvard.
- 1927-1928 : « La Nouvelle Maison », résidence privée de Henry Van de Velde, à Tervuren.
- 1928-1929 : maison Cohen, avenue Franklin Roosevelt 60 à Bruxelles, avec Sta Jasinski
- 1930 : maison Wolfers à Ixelles[28], à Bruxelles.
- 1931 : maison Grégoire-Lagasse, à Bruxelles.
- 1932-1936 : Institut supérieur d'histoire de l'art et d'archéologie et Bibliothèque Centrale (Boekentoren, Tour des livres) de l'université de Gand.
- 1933 : hôtel des Chemins de Fer de Charleroi (en collaboration avec Paul Nouille)
- 1936-1957 : musée Kröller-Müller, à Otterlo.
- 1937 : 
  - Gare de Blankenberge, démolie en 2013[29]
  - Pavillon belge à l'Exposition universelle de 1937 (Paris).

### Sigles
- Monogramme de la SNCB[30], utilisé de 1930 à nos jours (Van de Velde préside le jury qui a choisi ce logo dessiné par Jean de Roy).

### Illustrations
- 1892 : Max Elskamp, Dominical, propitiatoirement orné par Henry van de Velde, Anvers, éd. J.-E. Buschmann, 1892.
- 1896 : illustration de l'Almanach 1896 - 12ème année, du cercle des étudiants libéraux de l'université de Gand[31].
- 1898 : Henry van de Velde, William Morris, artisan et socialiste, Bruxelles : Édition de l'Avenir social, 1898.
- 1908 : Friedrich Nietzsche, Ecce homo. Einband und Ornament zeichnete Henry van de Velde, Leipzig : Insel-Verlag.

### Ameublement
- Vers 1897 : écritoire de dame[32], au Musée d'Orsay à Paris.
- 1900 : Meubles Édouard van Dievoet[33] (1875-1961) : une chaise, un fauteuil de bureau, une table à écrire, un sofa, conservés à la Bibliothèque royale de Belgique dans le cabinet Max Elskamp et deux autres chaises en dépôt au Design Museum Gent.
- 1930 : Sièges, appliques, quincaillerie et autres aménagements intérieurs du matériel voyageurs de la SNCB mis au point durant les années 1930 (voitures I1, K1, AM 1935...).

### Peintures
- 1889 : Femme à la fenêtre, au Musée royal des beaux-arts, à Anvers.
- 1891 : La Faneuse, au Petit Palais, à Genève.
- vers 1892 : Jardin à Kalmthout, huile sur toile, 70 × 95,5 cm, à la Neue Pinakothek, à Munich.

### Reliures
Rares mais de grande qualité.

## Reconnaissance
L'œuvre architecturale d'Henry Van de Velde en Belgique est reprise depuis 2008 sur la liste indicative du patrimoine mondial de l'UNESCO sous le n° 5356.

## Publications
- Geschichte meines Lebens, édité et traduit de l'allemand par Hans Curjel, Munich, 1962.
- Récit de ma vie, Bruxelles et Paris, édité par Anne Van Loo, 1992-1995  (ISBN 2-08-010907-3 et 2-08-010908-1).
- Les mémoires inachevés d'un artiste européen. Édition critique, 2 vol., Bruxelles, Léon Ploegaerts, 1999.

## Ventes publiques et expositions
Le 12 octobre 2005, une vente publique à la Salle de vente des Beaux-arts à Bruxelles voit l’adjudication d’une théière de Van de Velde pour un montant de 170 000 €, soit onze fois le prix de départ. Il s’agit d’une théière avec brasero, pourvue d’une anse en bois, reposant sur une base ovale et réalisée en cuivre argenté.
En juin 2005, le musée du Cinquantenaire de Bruxelles prend part à la commémoration des 175 ans de la Belgique en organisant l'exposition « Art nouveau et Design ». Des œuvres de Van de Velde y sont exposées parmi celles de Victor Horta, Paul Hankar, Philippe Wolfers et Gustave Serrurier-Bovy.
Du 13 septembre 2013 au 12 janvier 2014, l'exposition « Henry Van de Velde, Passion-Fonction-Beauté », à nouveau organisée par le musée du Cinquantenaire, cette fois à l'occasion du 150e anniversaire de la naissance de l'artiste, propose un ensemble de plus de 500 objets — meubles, peintures, reliures, céramiques, bijoux, pièces d’orfèvrerie, ... — qui reflètent les divers domaines auxquels il s'est consacré. Exposition majeure, elle est la plus grande rétrospective qui lui ait jamais été consacrée.

## Galerie

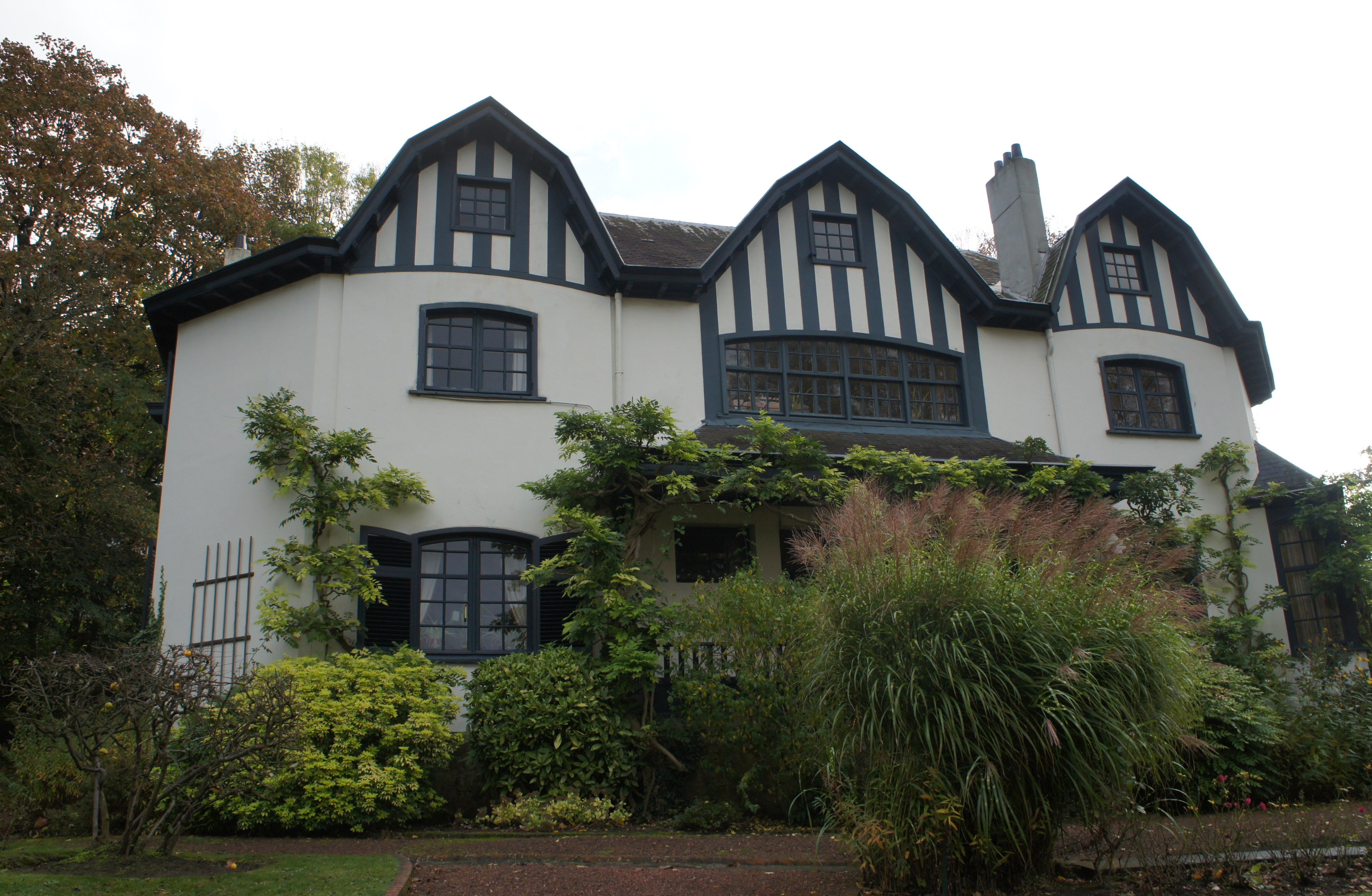
La villa Le Bloemenwerf à Uccle
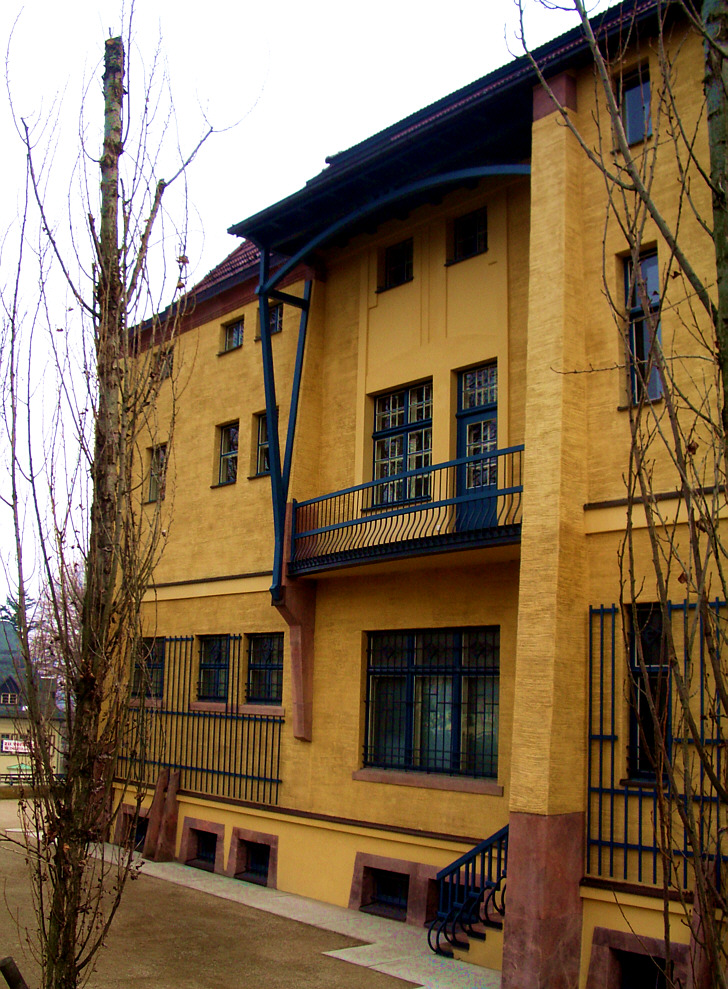
Villa Esche, Chemnitz.
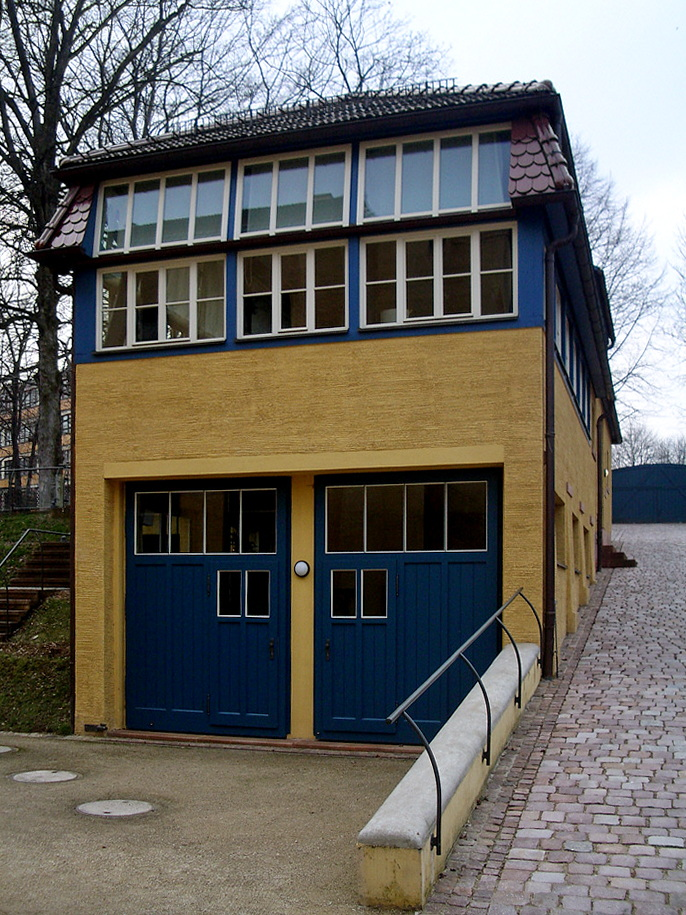
Villa Esche, Chemnitz, garage.
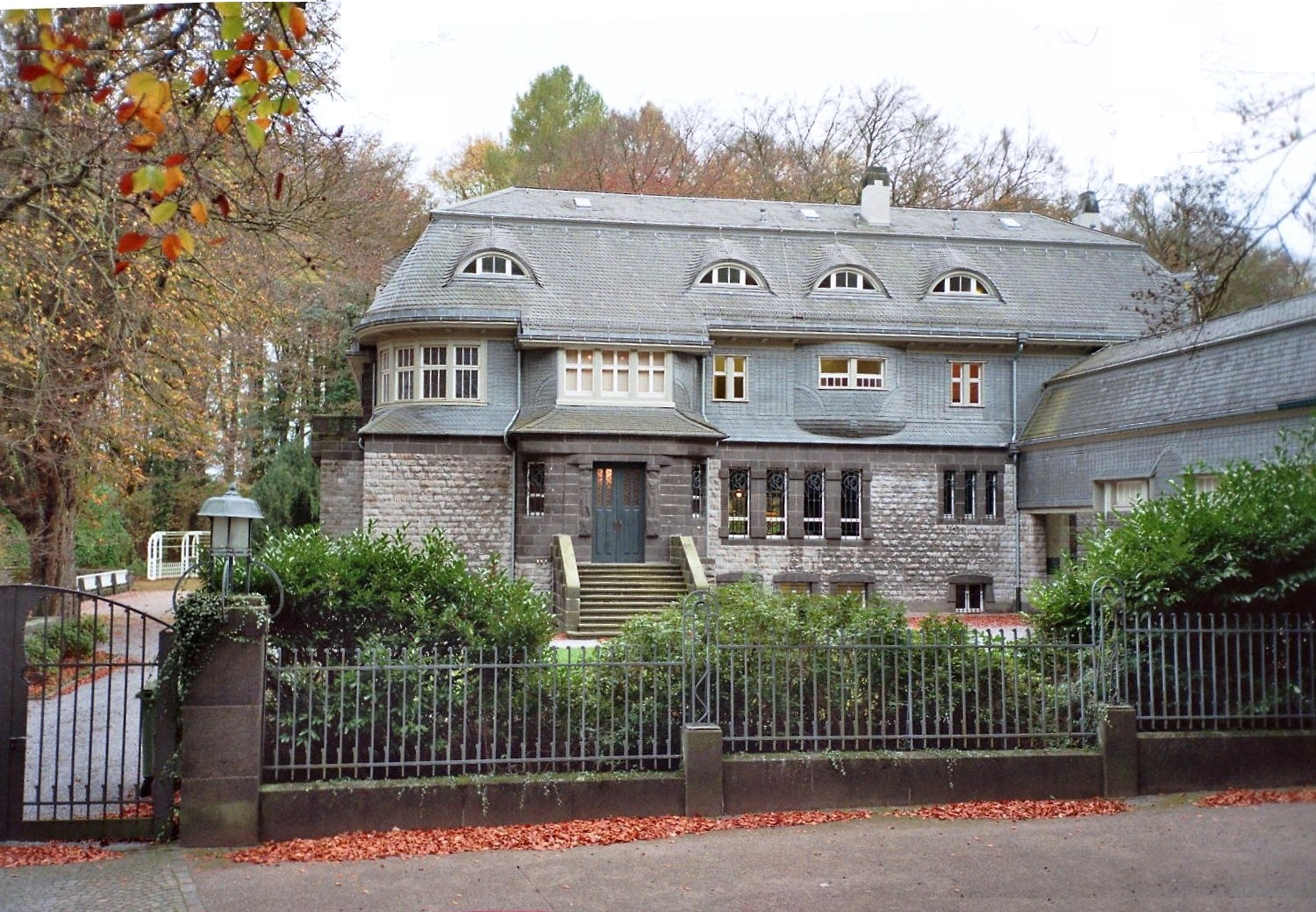
Villa Hohenhof, Hagen.
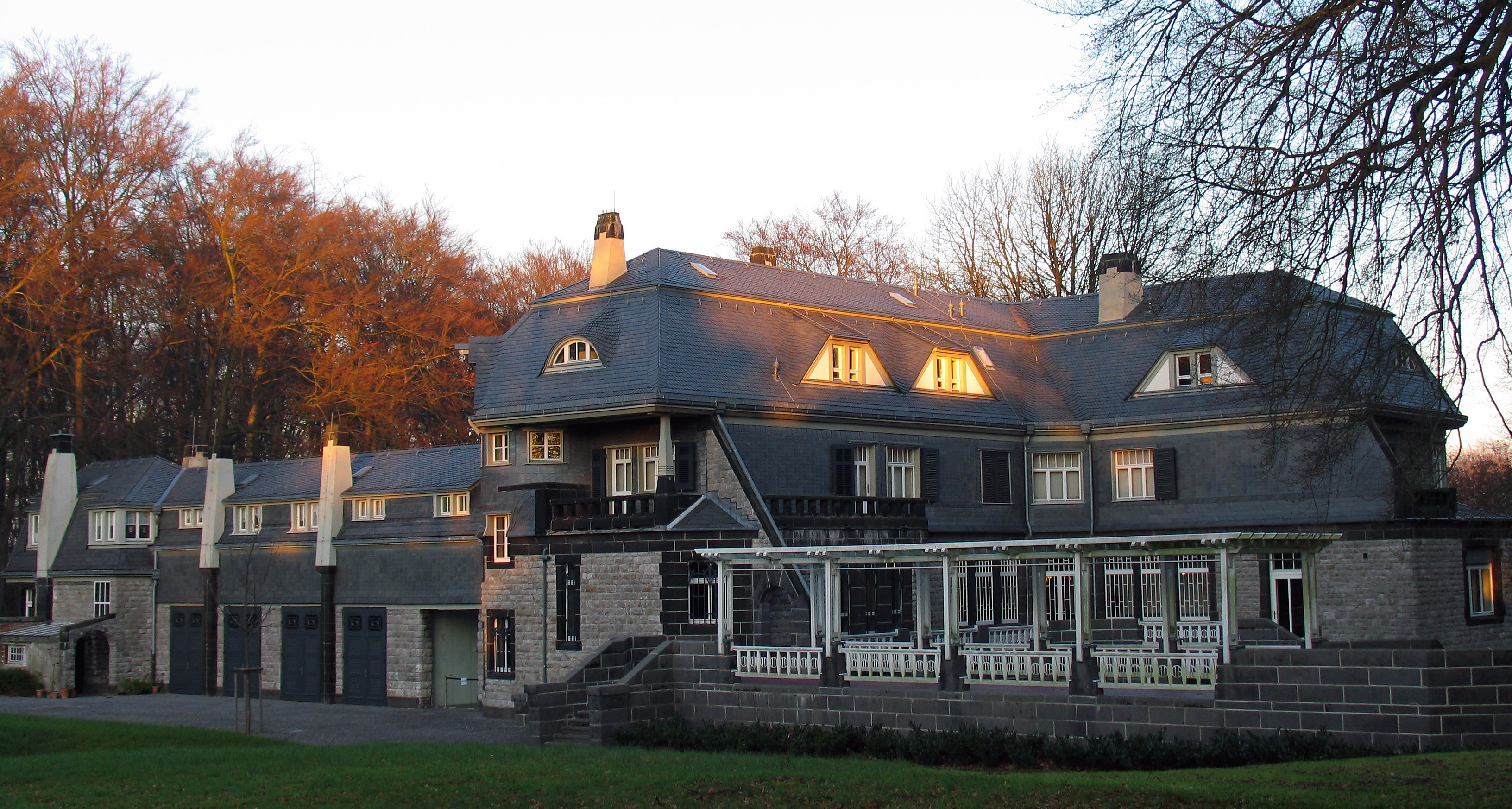
Villa Hohenhof, Hagen.
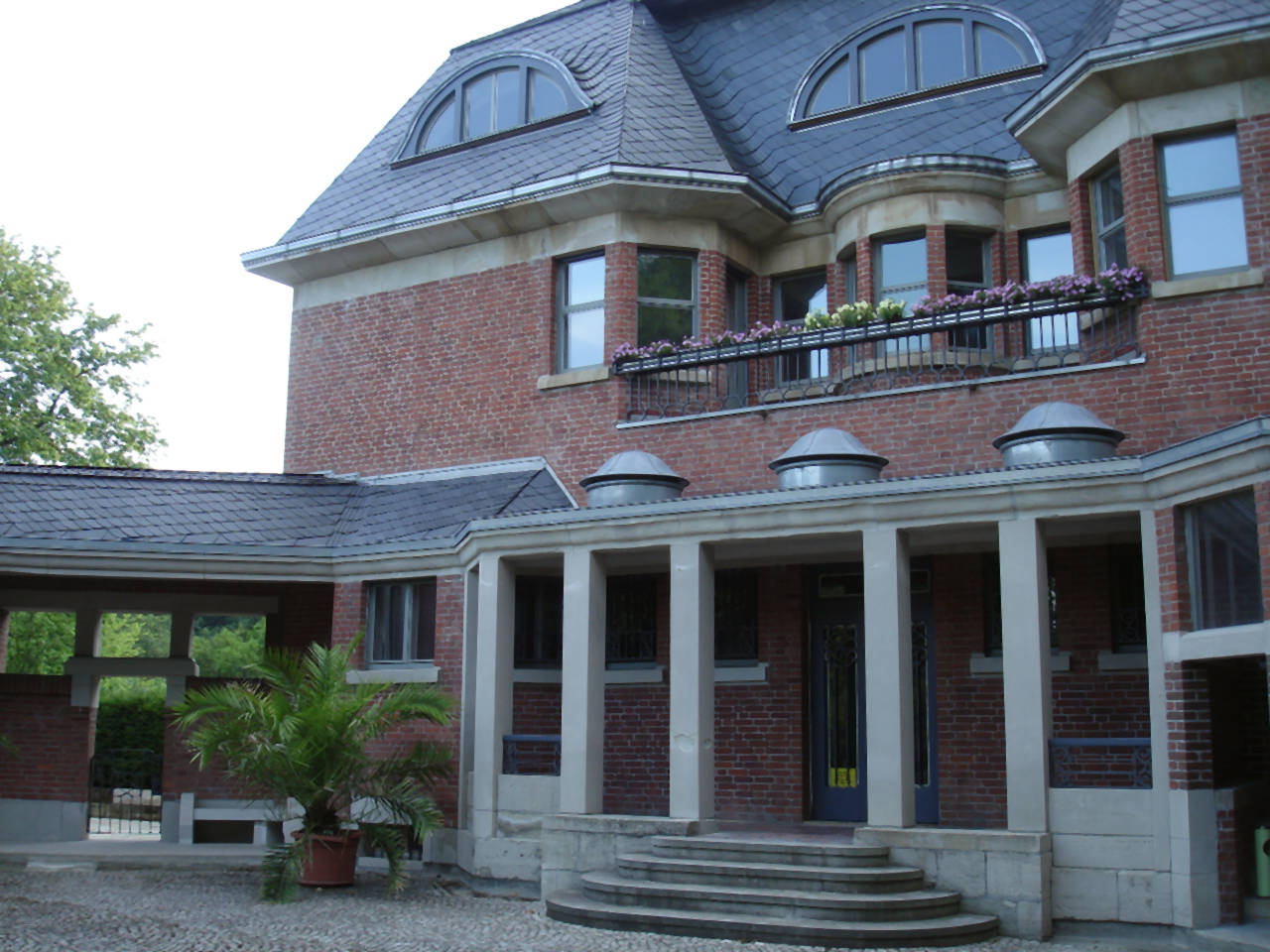
Villa Schulenburg, Gera.
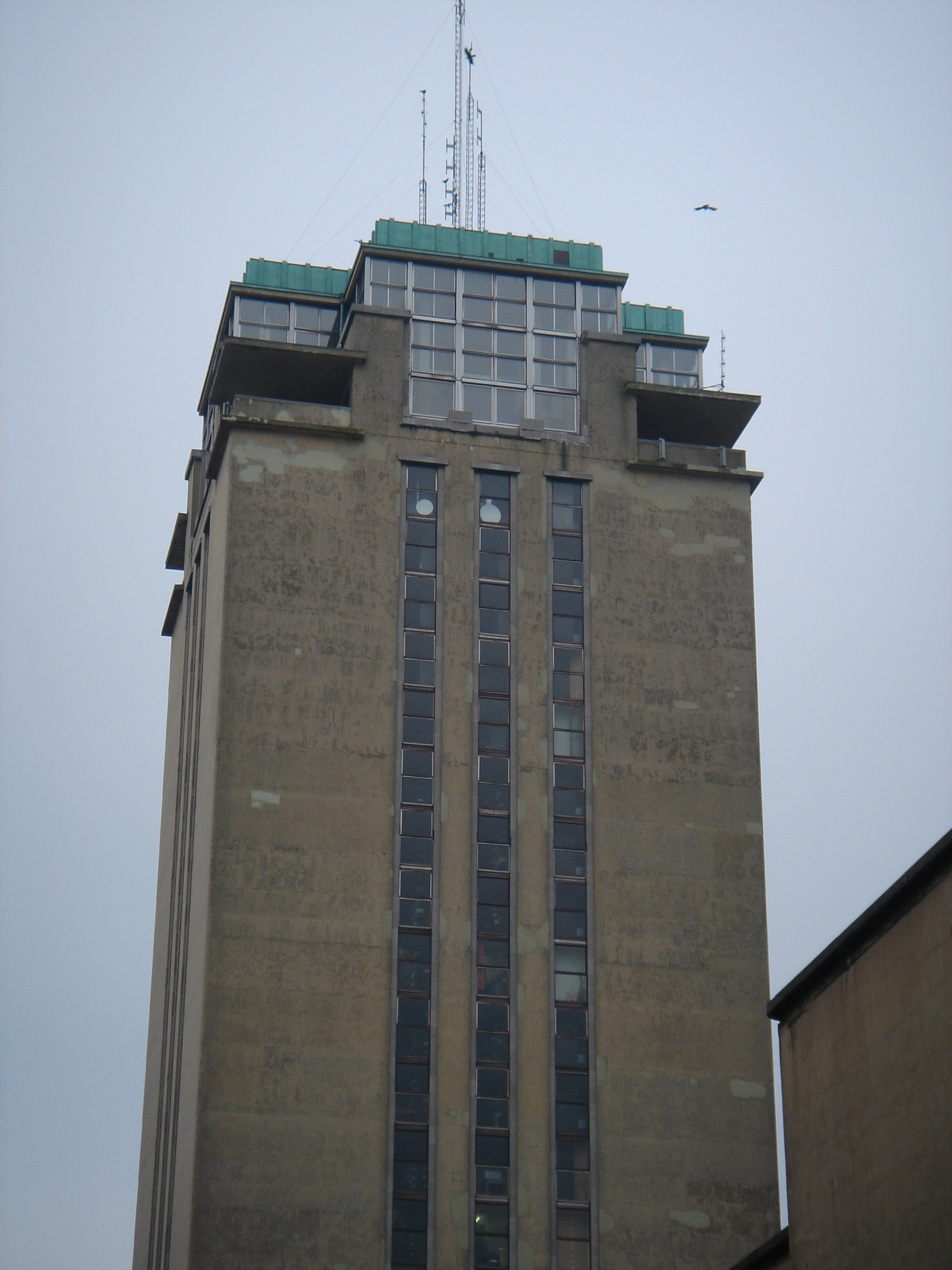
Boekentoren de l'université de Gand.
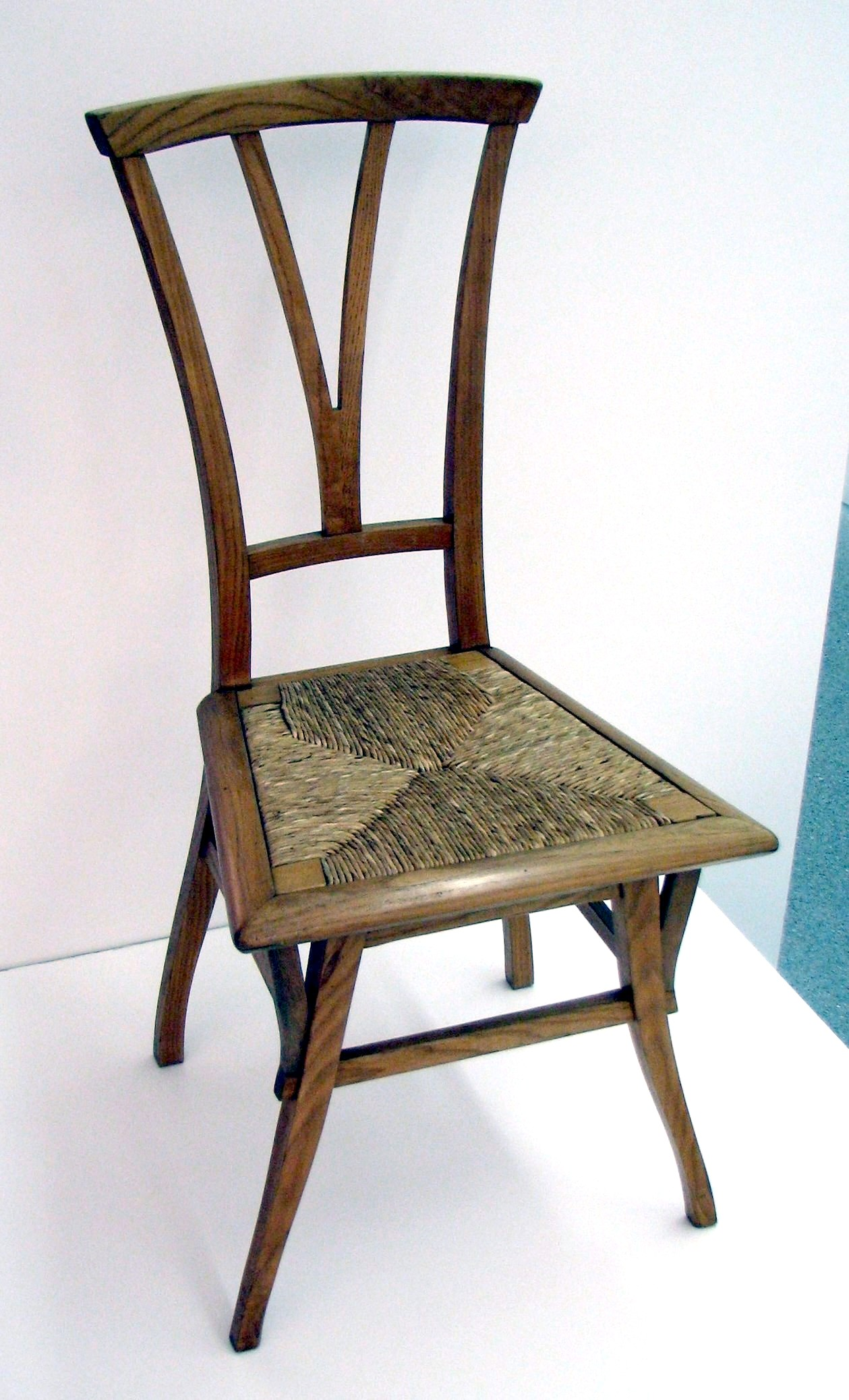
Chaise en bois, Boekentoren de l'université de Gand (1895).
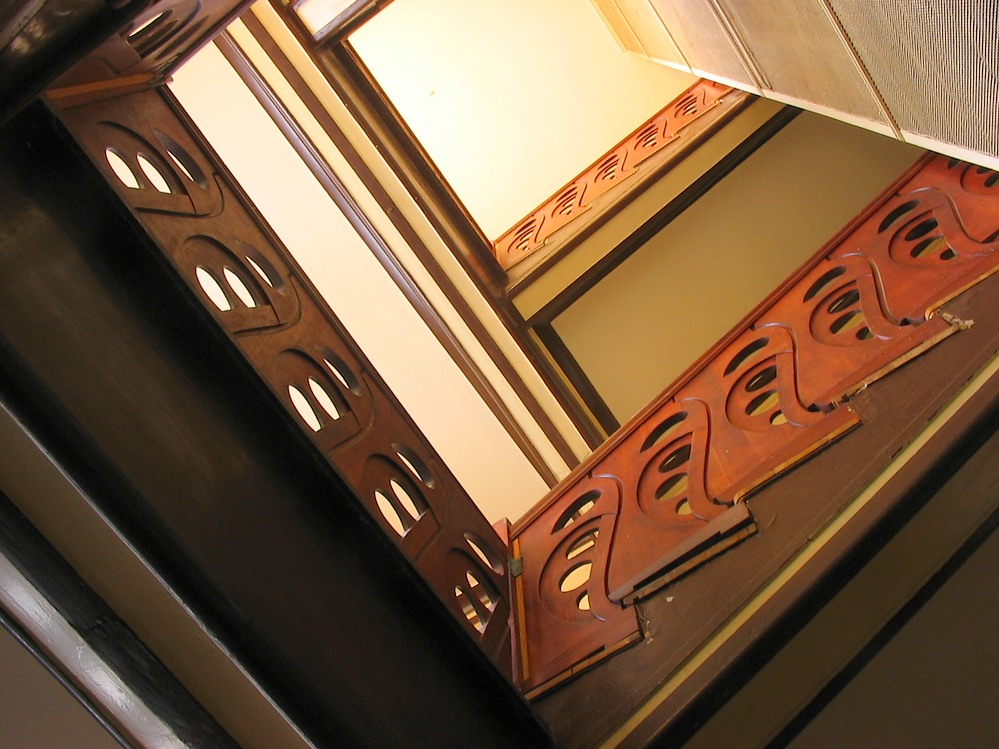
Escalier du sanatorium de Trebschen (province de Silésie).
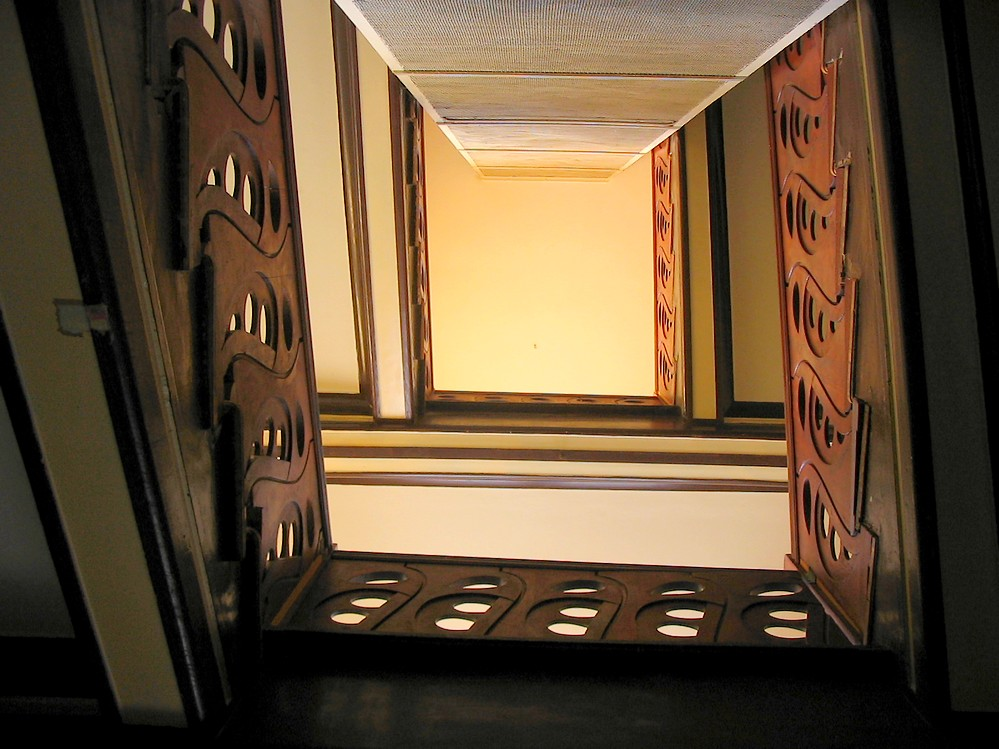
Escalier du sanatorium de Trebschen (province de Silésie).
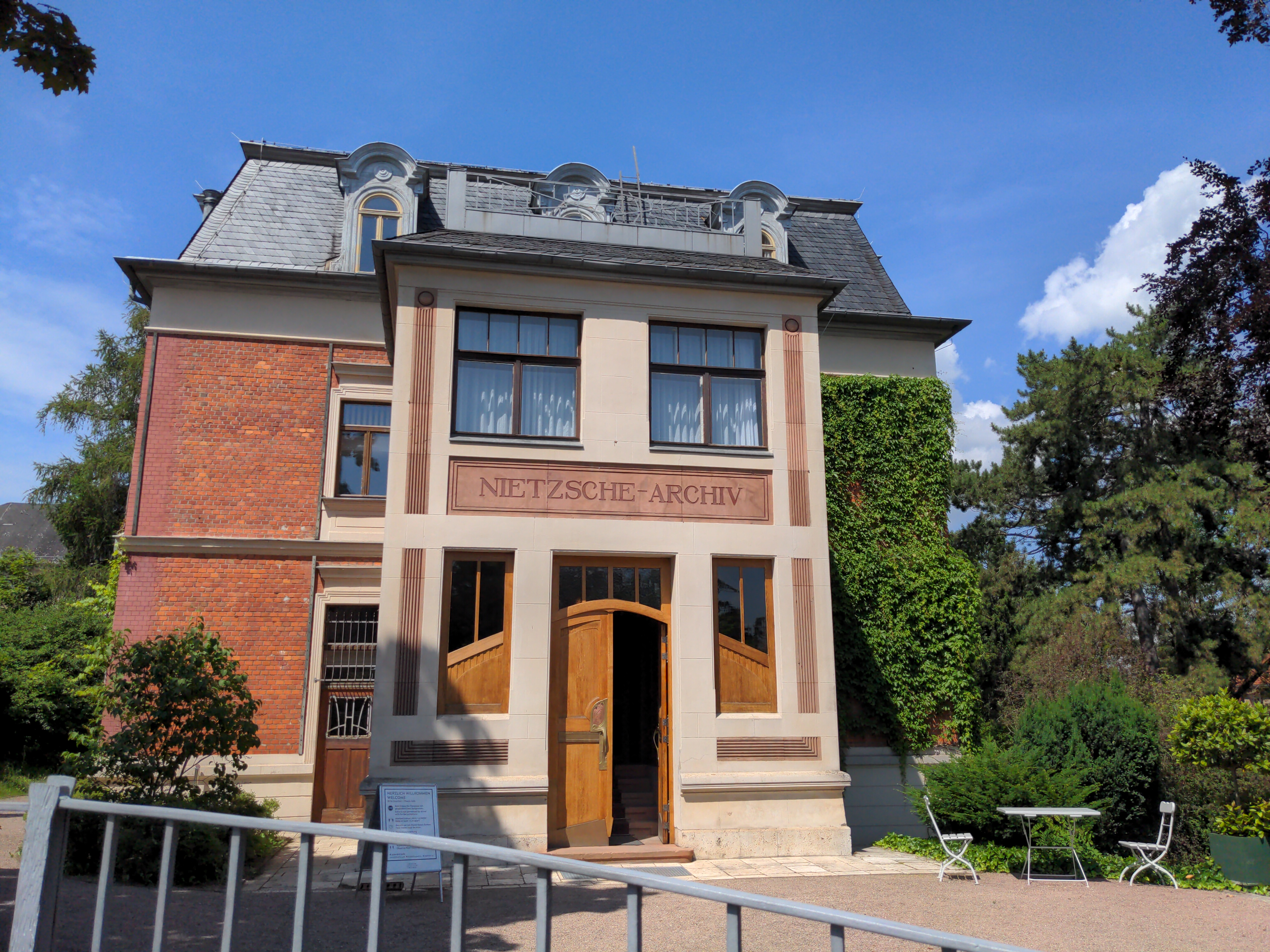
Façade des Nietzsche Archives de Weimar.
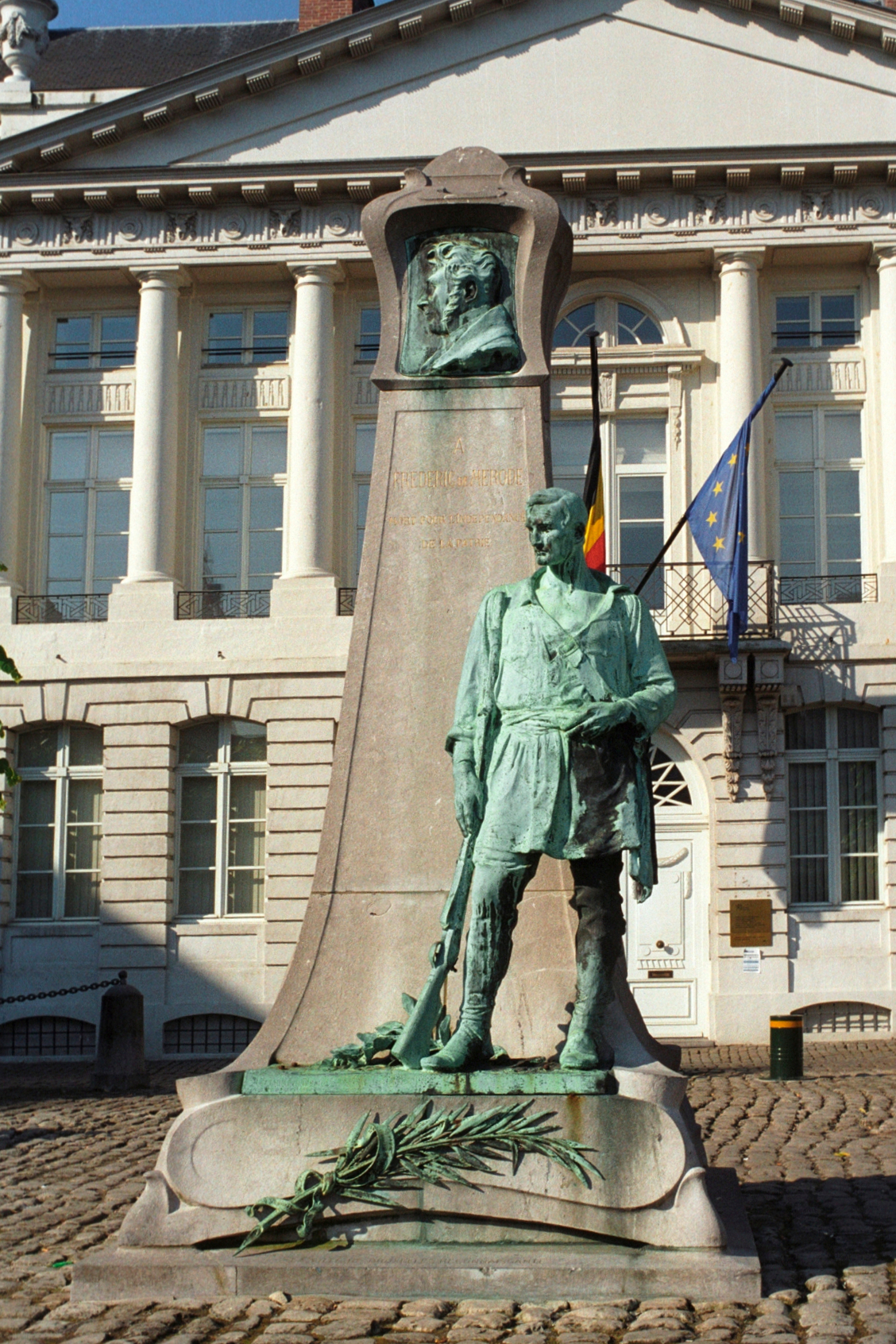
Monument au comte Frédéric de Mérode, Bruxelles.

## MeublesÉdouard van Dievoetau Cabinet de donation Max Elskamp - Henry Van de Velde à la Bibliothèque Royale de Bruxelles
- Meubles Édouard van Dievoet par Henry Van de Velde : chaise.
- Meubles Édouard van Dievoet par Henry Van de Velde : sofa.
- Meubles Édouard van Dievoet par Henry Van de Velde : table à écrire.
- Meubles Édouard van Dievoet par Henry Van de Velde : fauteuil de bureau.

### Livres et articles
- Richard Hollis, Henry van de Velde. The Artist as Designer. From Art Nouveau to Modenism. Occasional Papers, 2019.  (ISBN 978-0-9954730-5-8)
- José Charlet, « Henry Van de Velde », bulletin Le Club français de la médaille, n°58, 1978, pp. 168-172.
- (en) Ole W. Fischer, « The Nietzsche-Archive in Weimar: A Retroactive Studiolo of Henry van de Velde », Thresholds, MIT, no 32,‎ 2006, p. 42-46 (lire en ligne)
- Léon Ploegaerts et Pierre Puttemans, L'œuvre architecturale de Henry van de Velde, Laval, 1987  (ISBN 2763771122) (aperçu en ligne).
- Abraham Marie Hammacher, Le Monde de Henri Van de Velde, Anvers, édition du fonds Mercator et Paris, librairie Hachette, 1967.
- Dominique Marechal, « Frank Brangwyn et la galerie L’Art nouveau », in Siegfried Bing & la Belgique / België, bulletin 1, Bruxelles, MRBAB, 2010 [Actes du colloque Siegfried Bing et la Belgique, Bruxelles, MRBAB, 11-12.V.2006], pp. 176–193. [au sujet du papier peint Dahlia].
- Jean-Pierre Stroobants, « Van de Velde rentre en Belgique », Le Monde, 30 novembre 2013, [article relatif à l'exposition du musée du Cinquantenaire à Bruxelles] (en ligne).